# Gran Premio de los Países Bajos de Motociclismo de 2011
El Gran Premio de los Países Bajos de Motociclismo de 2011 (oficialmente: Iveco TT Assen) fue la séptima prueba del Campeonato del Mundo de Motociclismo de 2011. Tuvo lugar en el fin de semana del 23 al 25 de junio de 2011 en el Circuito de Assen en Assen (Países Bajos).
La carrera de MotoGP fue ganada por Ben Spies, seguido de Casey Stoner y Andrea Dovizioso. Marc Márquez ganó la prueba de Moto2, por delante de Kenan Sofuoğlu y Bradley Smith. La carrera de 125cc fue ganada por Maverick Viñales, Luis Salom fue segundo y Sergio Gadea tercero.

## Resultados

### Resultados MotoGP
| Pos.    | N.º | Piloto           | Constructor | Vueltas | Tiempo     | Parrilla | Pts. |
| ------- | --- | ---------------- | ----------- | ------- | ---------- | -------- | ---- |
| 1       | 11  | Ben Spies        | Yamaha      | 26      | 41:44.659  | 2        | 25   |
| 2       | 27  | Casey Stoner     | Honda       | 26      | +7.697     | 3        | 20   |
| 3       | 4   | Andrea Dovizioso | Honda       | 26      | +27.506    | 5        | 16   |
| 4       | 46  | Valentino Rossi  | Ducati      | 26      | +30.684    | 11       | 13   |
| 5       | 69  | Nicky Hayden     | Ducati      | 26      | +43.172    | 9        | 11   |
| 6       | 1   | Jorge Lorenzo    | Yamaha      | 26      | +44.536    | 4        | 10   |
| 7       | 5   | Colin Edwards    | Yamaha      | 26      | +1:08.112  | 8        | 9    |
| 8       | 7   | Hiroshi Aoyama   | Honda       | 26      | +1:10.753  | 12       | 8    |
| 9       | 58  | Marco Simoncelli | Honda       | 26      | +1:24.925  | 1        | 7    |
| 10      | 24  | Toni Elías       | Honda       | 26      | +1:26.216  | 15       | 6    |
| 11      | 19  | Álvaro Bautista  | Suzuki      | 26      | +1:38.466  | 14       | 5    |
| 12      | 8   | Héctor Barberá   | Ducati      | 25      | +1 vuelta  | 13       | 4    |
| 13      | 64  | Kousuke Akiyoshi | Honda       | 25      | +1 vuelta  | 16       | 3    |
| 14      | 35  | Cal Crutchlow    | Yamaha      | 24      | +2 vueltas | 6        | 2    |
| Ret     | 14  | Randy de Puniet  | Ducati      | 1       | Caída      | 10       |      |
| Ret     | 17  | Karel Abraham    | Ducati      | 0       | Caída      | 7        |      |
| DNS     | 65  | Loris Capirossi  | Ducati      |         | Lesionado  |          |      |
| Fuente: |     |                  |             |         |            |          |      |

Notas:
- Única victoria de Ben Spies y última victoria de un estadounidense hasta el momento.
- Ben Spies logró su única vuelta rápida

### Resultados Moto2
| Pos.    | N.º | Piloto               | Constructor | Vueltas | Tiempo          | Parrilla | Pts. |
| ------- | --- | -------------------- | ----------- | ------- | --------------- | -------- | ---- |
| 1       | 93  | Marc Márquez         | Suter       | 24      | 44:30.409       | 2        | 25   |
| 2       | 54  | Kenan Sofuoğlu       | Suter       | 24      | +2.397          | 7        | 20   |
| 3       | 38  | Bradley Smith        | Tech 3      | 24      | +6.418          | 10       | 16   |
| 4       | 13  | Anthony West         | MZ-RE Honda | 24      | +22.803         | 20       | 13   |
| 5       | 15  | Alex de Angelis      | MotoBi      | 24      | +25.882         | 22       | 11   |
| 6       | 75  | Mattia Pasini        | FTR         | 24      | +26.851         | 18       | 10   |
| 7       | 34  | Esteve Rabat         | FTR         | 24      | +28.125         | 19       | 9    |
| 8       | 12  | Thomas Lüthi         | Suter       | 24      | +28.712         | 4        | 8    |
| 9       | 4   | Randy Krummenacher   | Kalex       | 24      | +29.744         | 17       | 7    |
| 10      | 76  | Max Neukirchner      | MZ-RE Honda | 24      | +39.767         | 39       | 6    |
| 11      | 25  | Alex Baldolini       | Suter       | 24      | +47.158         | 28       | 5    |
| 12      | 29  | Andrea Iannone       | Suter       | 24      | +50.846         | 25       | 4    |
| 13      | 68  | Yonny Hernández      | FTR         | 24      | +57.118         | 21       | 3    |
| 14      | 3   | Simone Corsi         | FTR         | 24      | +1:00.775       | 3        | 2    |
| 15      | 71  | Claudio Corti        | Suter       | 24      | +1:06.310       | 15       | 1    |
| 16      | 40  | Aleix Espargaró      | Pons Kalex  | 24      | +1:06.764       | 6        |      |
| 17      | 51  | Michele Pirro        | Moriwaki    | 24      | +1:06.823       | 9        |      |
| 18      | 77  | Dominique Aegerter   | Suter       | 24      | +1:16.296       | 13       |      |
| 19      | 88  | Ricard Cardús        | Moriwaki    | 24      | +1:21.524       | 31       |      |
| 20      | 31  | Carmelo Morales      | Moriwaki    | 24      | +1:22.289       | 32       |      |
| 21      | 49  | Kev Coghlan          | FTR         | 24      | +1:38.161       | 30       |      |
| 22      | 66  | Michael van der Mark | Ten Kate    | 24      | +1:41.888       | 33       |      |
| 23      | 21  | Javier Forés         | Suter       | 24      | +1:42.189       | 24       |      |
| 24      | 45  | Scott Redding        | Suter       | 23      | +1 vuelta       | 8        |      |
| 25      | 95  | Mashel Al Naimi      | Moriwaki    | 23      | +1 vuelta       | 38       |      |
| 26      | 39  | Robertino Pietri     | Suter       | 23      | +1 vuelta       | 36       |      |
| Ret     | 65  | Stefan Bradl         | Kalex       | 20      | Caída           | 1        |      |
| Ret     | 97  | Steven Odendaal      | Suter       | 20      | Caída           | 37       |      |
| Ret     | 72  | Yuki Takahashi       | Moriwaki    | 19      | Caída           | 5        |      |
| Ret     | 44  | Pol Espargaró        | FTR         | 19      | Caída           | 11       |      |
| Ret     | 9   | Kenny Noyes          | FTR         | 19      | Caída           | 26       |      |
| Ret     | 19  | Xavier Simeon        | Tech 3      | 18      | Caída           | 14       |      |
| Ret     | 36  | Mika Kallio          | Suter       | 13      | Retirado        | 16       |      |
| Ret     | 80  | Axel Pons            | Pons Kalex  | 7       | Caída           | 34       |      |
| Ret     | 14  | Ratthapark Wilairot  | FTR         | 5       | Caída           | 27       |      |
| Ret     | 53  | Valentin Debise      | FTR         | 5       | Caída           | 35       |      |
| Ret     | 64  | Santiago Hernández   | FTR         | 3       | Caída           | 29       |      |
| Ret     | 63  | Mike Di Meglio       | Tech 3      | 2       | Caída           | 12       |      |
| Ret     | 16  | Jules Cluzel         | Suter       | 2       | Caída           | 23       |      |
| DNQ     | 82  | Elena Rosell         | Suter       |         | No se clasificó |          |      |
| Fuente: |     |                      |             |         |                 |          |      |

### Resultados 125cc
| Pos.    | N.º | Piloto              | Constructor | Vueltas | Tiempo       | Parrilla | Pts. |
| ------- | --- | ------------------- | ----------- | ------- | ------------ | -------- | ---- |
| 1       | 25  | Maverick Viñales    | Aprilia     | 14      | 25:04.147    | 1        | 25   |
| 2       | 39  | Luis Salom          | Aprilia     | 14      | +2.555       | 5        | 20   |
| 3       | 33  | Sergio Gadea        | Aprilia     | 14      | +2.655       | 8        | 16   |
| 4       | 11  | Sandro Cortese      | Aprilia     | 14      | +3.670       | 3        | 13   |
| 5       | 5   | Johann Zarco        | Derbi       | 14      | +3.903       | 2        | 11   |
| 6       | 52  | Danny Kent          | Aprilia     | 14      | +4.469       | 9        | 10   |
| 7       | 7   | Efrén Vázquez       | Derbi       | 14      | +8.828       | 6        | 9    |
| 8       | 94  | Jonas Folger        | Aprilia     | 14      | +10.416      | 7        | 8    |
| 9       | 77  | Marcel Schrötter    | Mahindra    | 14      | +10.791      | 13       | 7    |
| 10      | 55  | Héctor Faubel       | Aprilia     | 14      | +13.238      | 4        | 6    |
| 11      | 10  | Alexis Masbou       | KTM         | 14      | +15.255      | 15       | 5    |
| 12      | 15  | Simone Grotzkyj     | Aprilia     | 14      | +16.061      | 11       | 4    |
| 13      | 99  | Danny Webb          | Mahindra    | 14      | +25.420      | 10       | 3    |
| 14      | 63  | Zulfahmi Khairuddin | Derbi       | 14      | +26.954      | 35       | 2    |
| 15      | 23  | Alberto Moncayo     | Aprilia     | 14      | +27.578      | 19       | 1    |
| 16      | 84  | Jakub Kornfeil      | Aprilia     | 14      | +27.886      | 17       |      |
| 17      | 3   | Luigi Morciano      | Aprilia     | 14      | +29.450      | 14       |      |
| 18      | 41  | Luca Grünwald       | KTM         | 14      | +32.367      | 21       |      |
| 19      | 30  | Giulian Pedone      | Aprilia     | 14      | +33.472      | 12       |      |
| 20      | 56  | Péter Sebestyén     | KTM         | 14      | +39.819      | 26       |      |
| 21      | 28  | Josep Rodríguez     | Aprilia     | 14      | +40.069      | 29       |      |
| 22      | 51  | Bryan Schouten      | Honda       | 14      | +46.619      | 25       |      |
| 23      | 19  | Alessandro Tonucci  | Aprilia     | 14      | +47.645      | 27       |      |
| 24      | 43  | Francesco Mauriello | Aprilia     | 14      | +47.904      | 34       |      |
| 25      | 21  | Harry Stafford      | Aprilia     | 14      | +48.341      | 20       |      |
| 26      | 17  | Taylor Mackenzie    | Aprilia     | 14      | +1:03.962    | 24       |      |
| 27      | 36  | Joan Perelló        | Aprilia     | 14      | +1:06.347    | 30       |      |
| 28      | 75  | Thomas van Leeuwen  | Honda       | 14      | +1:10.403    | 31       |      |
| 29      | 67  | Jerry van de Bunt   | Honda       | 14      | +1:22.128    | 28       |      |
| 30      | 96  | Louis Rossi         | Aprilia     | 14      | +1:23.063    | 18       |      |
| 31      | 50  | Sturla Fagerhaug    | Aprilia     | 14      | +1:25.572    | 16       |      |
| 32      | 61  | Ernst Dubbink       | Honda       | 14      | +1:33.434    | 33       |      |
| 33      | 26  | Adrián Martín       | Aprilia     | 11      | +3 vueltas   | 22       |      |
| Ret     | 53  | Jasper Iwema        | Aprilia     | 12      | Caída        | 32       |      |
| Ret     | 31  | Niklas Ajo          | Aprilia     | 3       | Retirado     | 23       |      |
| DNS     | 18  | Nicolás Terol       | Aprilia     |         | No participó |          |      |
| Fuente: |     |                     |             |         |              |          |      |